# Моргантаун (Кентаки)
Моргантаун (енгл. Morgantown) град је у америчкој савезној држави Кентаки.

## Демографија
По попису из 2010. године број становника је 2.394, што је 150 (-5,9%) становника мање него 2000. године.
| Група             | 2000.         | 2010.         |
| Белци             | 2.410 (94,7%) | 2.130 (89,0%) |
| Афроамериканци    | 28 (1,1%)     | 15 (0,6%)     |
| Азијати           | 8 (0,3%)      | 7 (0,3%)      |
| Хиспаноамериканци | 82 (3,2%)     | 228 (9,5%)    |
| Укупно            | 2.544         | 2.394         |